# Dibien
Dibien est une commune rurale située dans le département de Koti de la province de Tuy dans la région des Hauts-Bassins au Burkina Faso.

## Géographie
Dibien se trouve à 11 km à l'ouest de Koti et à 11 km au sud de Founzan. La commune est traversée par la route nationale 12.

## Santé et éducation
Le centre de soins le plus proche de Dibien est le centre de santé et de promotion sociale (CSPS) de Koti.